# Reinhold Bäßler
Reinhold Bäßler (* 30. Januar 1913 in Stammheim bei Ludwigsburg; † 21. Juli 1969 in Düsseldorf) war ein deutscher Jurist, NS-Studentenfunktionär und Versicherungsmanager.

## Leben
Reinhold Bäßler studierte 1931 bis 1935 Rechtswissenschaften an den Universitäten Tübingen, Berlin und München. 1931 wurde er Mitglied bei der Verbindung Normannia Tübingen und 1932 im Nationalsozialistischen Deutschen Studentenbund. 1933 trat er der SA bei, am 27. Mai 1937 beantragte er die Aufnahme in die NSDAP und wurde rückwirkend zum 1. Mai desselben Jahres aufgenommen (Mitgliedsnummer 4.805.709). 1937 trat er auch der SS bei (SS-Nummer 290.159). Von 1937 bis 1942 war er Gaustudentenführer von Württemberg-Hohenzollern. 1939 legte er das zweite juristische Staatsexamen ab und leitete ab Mai 1939 die Reichsförderung des Reichsstudentenwerkes. Im selben Jahr wurde er zum SS-Obersturmführer befördert. 1940 wurde er zur Wehrmacht eingezogen und später zum Leutnant befördert.
1941 wurde er an der Universität Tübingen zum Dr. jur. promoviert. Im Jahr 1943 wurde er nach einer Verwundung aus der Wehrmacht entlassen.
Ebenfalls 1943 trat er aus der Kirche aus und  leitete von 1943 bis 1945 das Amt für Politische Erziehung in der Reichsstudentenführung. 1945 erfolgte noch die Beförderung zum SS-Hauptsturmführer. 
Nach dem Zweiten Weltkrieg war Reinhold Bäßler in der Versicherungswirtschaft tätig. Zunächst arbeitete er bei der Allianz Versicherung und ab 1953 bei der Victoria Feuer-Versicherungs-Aktiengesellschaft. Ab 1963 war er Vorstandsmitglied der Victoria Feuer-Versicherungs-Aktiengesellschaft und gehörte dem Vorstand der Deutschen Kernreaktor-Versicherungsgesellschaft an.

## Schriften
- Die Deutsche Studentenschaft in ihrer verfassungsgeschichtlichen Entwicklung. Dissertation. Universität Tübingen, 1941.[4]
- Studentische Geschichte (= Jungburschenstunde der Kameradschaften. Band 2). Nationalsozialistischer Deutscher Studentenbund. Druck: Adam, Radebeul um 1943.[5]